# M'jid El Guerrab
M'jid El Guerrab, né le 25 avril 1983 à Aurillac, est un homme politique français.
Membre du Parti socialiste, il fait partie de l'équipe de campagne de Ségolène Royal pour l'élection présidentielle de 2007, puis intègre le cabinet de Jean-Pierre Bel, alors président socialiste du Sénat.
Il est élu en 2017 député dans la neuvième circonscription des Français établis hors de France. Il siège au sein du groupe La République en marche. Après une mise en examen pour « violences volontaires avec arme par destination » à la suite d'une altercation avec un ancien camarade du PS, il rejoint le groupe Libertés et territoires en 2018 puis le groupe Agir ensemble deux ans plus tard. Après avoir rejoint La République en marche, il est membre du Mouvement radical depuis 2018. Il se définit politiquement comme un soutien au président Emmanuel Macron et à la majorité présidentielle.
En mai 2022, il est condamné à trois ans de prison dont un ferme et à deux ans d'inéligibilité pour « violences volontaires » sur le responsable socialiste Boris Faure. Il annonce également se présenter à sa réélection avant de renoncer et de soutenir la candidate investie par le parti Renaissance, Élisabeth Moreno, battue au second tour par le candidat de l'opposition, Karim Ben Cheïkh.
En février 2023, il annonce se présenter à nouveau à l'élection législative partielle dans la 9ème circonscription des Français de l'étranger à la suite de l'annulation du scrutin décidée par le conseil constitutionnel à cause de "dysfonctionnements du vote électronique". La majorité présidentielle dénie le fait qu'elle pourrait lui donner une investiture ou l'accepter dans ses rangs.
Le 18 octobre 2023, la cour d'appel de Paris confirme sa condamnation à deux ans d'inéligibilité et un an de prison ferme

## Biographie

### Jeunesse et études
M'jid El Guerrab naît à Aurillac (Auvergne) le 25 avril 1983 de parents marocains. Son père était bûcheron. Il adhère au Parti socialiste à l'âge de 14 ans. Il suit une licence à l'Institut de management public et de gouvernance territoriale, qu'il obtient en 2004. Il est ensuite admis à l'Institut d'études politiques d'Aix-en-Provence, où il obtient un master en management interculturel (2006).

### Débuts
En 2013, il crée un cabinet de conseil en France et au Maroc. En parallèle, il enseigne à l'IEP d'Aix-en-Provence « le développement durable en Méditerranée » et intervient également dans différentes grandes écoles au Maroc.
Natif d'Aurillac, il rejoint en 2013 la section de Bagnolet (Seine-Saint-Denis) avec l'intention d’être candidat à la mairie, où il fait adhérer des proches afin de tenter de remporter, en vain, la tête de liste, mais à la demande de Claude Bartolone il se retire. Il s'investit peu dans la campagne qui suivra et verra cependant le succès de la liste socialiste.
En septembre 2016, il cosigne l’appel des 41 « Nous, Français et musulmans, sommes prêts à assumer nos responsabilités ».
Il a publié une tribune sur la création d'une Communauté euro-méditerranéenne pour la transition énergétique (CEMTER) dont les principaux cosignataires sont Jean-Louis Borloo, ancien ministre d'État, président d'Énergies pour l'Afrique, Yann Arthus-Bertrand, réalisateur, Philippe Douste-Blazy, ancien ministre, Jean-Pierre Bel, ancien président du Sénat et François Rebsamen, ancien ministre.

### Élections législatives de 2017
Après avoir été membre du Parti socialiste à la section de Bagneux (Hauts-de-Seine), il obtient en septembre 2016 son rattachement à la section de Casablanca, dans le but d'être candidat à l'investiture pour être député de la 9e circonscription des Français établis à l’étranger, couvrant le Maghreb et Afrique de l'Ouest, dont le sortant Pouria Amirshahi ne se représente pas. Il participe à la primaire militante du PS à l'automne 2016, mais voyant ses chances d'être désigné candidat dans cette circonscription s'amenuiser face à une primaire viciée,, il annonce le retrait de sa candidature le 10 novembre 2016. Après la désignation de Didier Le Bret comme candidat socialiste, Didier Le Bret saisit les instances nationales du PS pour demander formellement l'exclusion de M'jid El Guerrab.
M’jid El Guerrab rejoint En marche, présidé par Emmanuel Macron. Mais le parti investit[Où ?] dans un premier temps Augustin Augier, lequel décline l'investiture. Le parti, devenu La République en marche, désigne alors la sénatrice Leila Aïchi, candidate au nom de l'accord avec le MoDem ; mais le parti se rétracte après une polémique sur les positions internationales de cette dernière et sa possible sympathie pour le Front Polisario. M'jid El Guerrab reçoit entre-temps le soutien de LREM, se présentant comme le « candidat de la majorité présidentielle ».
Il est élu député au second tour avec 59,66 % des suffrages, face à Leila Aïchi[source insuffisante]. Alors que le vote électronique a été abandonné pour des raisons de sécurité lors du scrutin, l'abstention atteint 88,9 % dans la neuvième circonscription des Français établis hors de France, faisant de cette circonscription le record d'abstention des élections législatives de 2017.

### Député
À l'été 2017, il devient rapporteur du volet habitat de la loi finances 2018.
Le 5 septembre 2017, alors qu’il est mis en cause pour violences volontaires avec arme et menacé d’exclusion du parti présidentiel, il annonce son départ de La République en marche et du groupe LREM à l’Assemblée nationale,.
Tout en déclarant soutenir Emmanuel Macron, il fait part de son opposition à la politique d'immigration du gouvernement. Il participe à l'université d'été de 2018 de La France insoumise, estimant dans les colonnes de Marianne qu'« on mène certains combats ensemble ».
En 2018, il rejoint le Mouvement radical au titre du financement de la vie politique, étant déjà rattaché au PRG. Il tente de constituer un groupe parlementaire réunissant les radicaux.
En janvier 2019, il est nommé dans la commission d'enquête parlementaire sur les violences attribuées aux groupuscules d'extrême droite.
En juin 2019, après le discours de politique générale d'Édouard Philippe, il vote la confiance au gouvernement.
Lors du début du projet de loi contre le « séparatisme », M'jid El Guerrab présente un amendement permettant à la justice de demander à une chaîne de télévision de diffuser la condamnation de tout collaborateur qui serait condamné pour incitation à la haine. Cet amendement est rapidement surnommé « amendement Zemmour », en référence au polémiste de droite plusieurs fois condamné. Il est soutenu notamment par le député communiste Sébastien Jumel, la députée Sandrine Mörch (LREM) et combattu par le député Éric Ciotti (LR) qui y voit « une ignominie contre la liberté d'expression ». L'amendement est finalement rejeté.
Lors des élections législatives de 2022, il n’est pas candidat à sa propre succession soutenant officiellement Elisabeth Moreno. Lors de l'élection législative partielle d'avril 2023, à la demande de toutes les différents animateurs du parti présidentiel, du Parti radical et des centristes , il est à nouveau candidat et éliminé au premier tour. Cette fois, il était notamment en concurrence avec Grégory Zaoui, le cerveau de l'arnaque à la taxe carbone qui a couté plus d'un milliard et demi d'euros à l'État français.

### Affaire judiciaire
Le texte peut changer fréquemment, n’est peut-être pas à jour et peut manquer de recul. 
Le titre et la description de l'acte concerné reposent sur la qualification juridique retenue lors de la rédaction de l'article et peuvent évoluer en même temps que celle-ci.
Le 30 août 2017, rue Broca, à Paris, une altercation l'oppose au socialiste Boris Faure, premier secrétaire de la fédération des Français à l’étranger du Parti socialiste. Les deux hommes se connaissaient pour avoir milité au sein de la même section socialiste,. Ils seraient en mauvais termes depuis l'année précédente à la suite d'accusations de tricheries au sein du Parti socialiste pour la désignation du candidat à l'élection législative.
M'Jid El Guerrab assène deux coups de casque sur le crâne du socialiste qui, atteint d'un traumatisme crânien et d'une hémorragie cérébrale, est opéré en urgence et passe trois jours en réanimation, avant d'être hospitalisé à nouveau quelques jours plus tard,. Pour sa défense, M'Jid El Guerrab affirme dès le 31 août que Faure l'a traité de « manipulateur », « menteur », « arabe » et « communautariste de merde ». Ce dernier ne reconnaît pas les insultes racistes, seulement avoir parlé d'« amitiés marocaines ».
Le 1er septembre, M'Jid El Guerrab se rend dans un commissariat, où il est placé en garde à vue, assisté par les avocats Yassine Yakouti et Éric Dupond-Moretti,,. Il est mis en examen le lendemain pour « violences volontaires avec arme par destination ». En décembre 2019, le parquet de Paris réclame un procès pour « violences avec arme par destination ayant entraîné une incapacité totale de travail de plus de huit jours », un délit pour lequel il encourt jusqu'à cinq ans d'emprisonnement et 75 000 euros d'amende,. Trois ans d’emprisonnement dont deux assortis d’un sursis probatoire ainsi qu’une peine d’inéligibilité de trois ans sont requis lors du procès en avril 2022 contre M’jid El Guerrab. Le 12 mai 2022, il est condamné à trois ans de prison dont un ferme, aménagé en détention à domicile sous bracelet électronique, et à deux ans d'inéligibilité, et fait appel.
En octobre 2023, cette peine est confirmée en appel. Il est également contraint de réserver une provision de 15 000 euros pour les dommages et intérêts, dont le montant définitif sera fixé ultérieurement.

## Publications
- Déconstruire la haine : Deux années au Palais Bourbon, Alma Editeur, 2020  (ISBN 978-2-36279-476-6)